# Neuried (Markt Indersdorf)
Neuried ist ein Ortsteil des Marktes Markt Indersdorf, der circa 48 Kilometer nordwestlich von München im oberbayerischen Landkreis Dachau liegt.

## Geschichte
Urkundlich erwähnt wurde Neuried (Neuenried = „neue Rodung“) um 1300. Das Anwesen des Engelhart von Weichs gehörte zum Kloster Scheyern. Unweit des Ortes sind Reste einer Burganlage zu sehen. Die kirchliche Betreuung der Katholiken erfolgte bis 1875 von Langenpettenbach aus, danach von Hilgertshausen. Ab 1807 gab es Zuwanderungen aus der Oberpfalz (Weigl, Gottschalk) und einige Jahre später kamen die ersten Protestanten aus dem Elsass (Schütz, Decker) und Mennoniten (Hirschler, Decker) aus der Rheinpfalz. Bis zur Neugliederung der bayerischen Gemeinden war Neuried ein Ortsteil der Gemeinde Ainhofen. Am 1. Januar 1972 wurde es dem Markt Markt Indersdorf zugeteilt.

## Dorffest
Einmal jährlich fand bei der Schreinerei Mair ein Dorffest statt, zu welchem alle derzeitigen und ehemaligen Bewohner von Neuried eingeladen waren.